# Fibrodysplasia ossificans progressiva

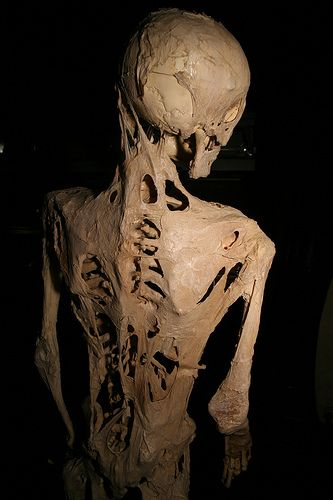
Kostra Harryho Raymonda Eastlacka, který trpěl FOP (Mütterovo muzeu ve Filadelfii)

Fibrodysplasia ossificans progressiva (FOP, známá též jako nemoc zkamenělých lidí) je vzácné genetické onemocnění pojivové tkáně. Nemocní mají vrozenou deformaci palců u nohou a opakované epizody otoků měkkých tkání. Mutace tělesných opravných mechanismů způsobuje osifikaci poškozených pojivových tkání (včetně šlach a vazů) a svalů. V mnoha případech po úrazu dochází k trvalému ztuhnutí kloubů (ankylóza). Ukázalo se, že chirurgické odstraňování přebytečných kosterních výrůstků způsobuje další růst kostí. Celosvětově existuje přes 700 potvrzených případů, nemoc zasahuje zhruba jednoho ze 2 milionů lidí.